# Prirodoslovno-matematički fakultet u Zagrebu
Prirodoslovno-matematički fakultet jedan od fakulteta na Sveučilištu u Zagrebu.
Prirodoslovno-matematički fakultet Sveučilišta u Zagrebu izdvojen je iz tadašnjeg Filozofskog fakulteta 1946. godine, iako je nastava počela već 21. travnja 1876. na dan kad je Đuro Pilar održao prvo predavanje iz mineralogije i geologije, što se danas obilježava Danom fakulteta. Na fakultetu djeluje sedam odsjeka, seizmološka služba, mareografske i meteorološke postaje i botanički vrt. Fakultet ima 288 redovitih profesora, suradnika i asistenata profesora, 180 znanstvenih novaka i oko 6000 studenata. Fakultet izvodi preddiplomske, diplomske i poslijediplomske studijske programe te provodi istraživanja u području prirodnih znanosti i matematike. 

## Odsjeci
Popis odsjeka: 
- Biološki odsjek
- Matematički odsjek
- Fizički odsjek
- Geofizički odsjek
- Kemijski odsjek
- Geološki odsjek
- Geografski odsjek.

Među biološkim zavodima postoji Zoologijski zavod i Zavod za botaniku s botaničkim vrtom.

### Odsjek za geofiziku
Geofizički odsjek obuhvaća tri glavna područja studija: meteorologiju, oceanografiju i seizmologiju.
U sklopu ovog odsjeka djeluje i Hrvatska seizmološka služba, znanstvena organizacija koja prati potresne aktivnosti u Hrvatskoj.